# European Rugby League

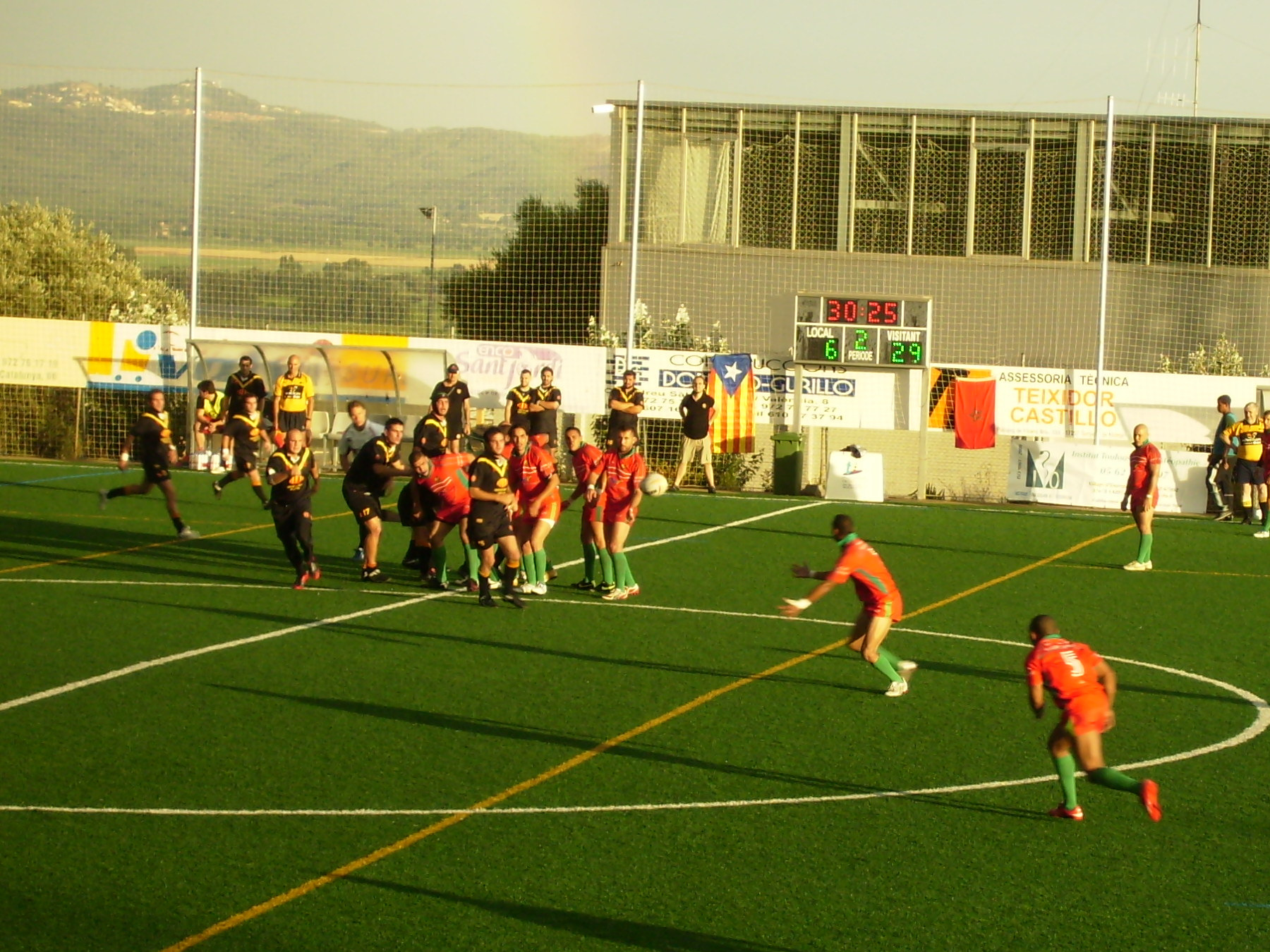
Rugby League Federacion Europa

La European Rugby League  es el órgano rector del rugby league principalmente en Europa, pero también en África, América del Norte y el Medio Oriente. Este organismo fue creado en 2003 por iniciativa del funcionario Inglés Richard Lewis y el líder francés Jean-Paul Ferre. El RLEF es responsable de la organización de las grandes competiciones europeas como la Copa de Europa de Naciones, el Escudo, Europea Tazón y el Euro Med Challenge. El RLEF coordina y recoge las iniciativas de sus miembros, su objetivo es el desarrollo de la práctica de rugby en Europa.

## Membres du bureau
- Richard Lewis (Presidente)
- Nicolas Larrat (Vicepresidente)
- Gary Tasker
- Jean-Alain Rives

## Países miembros

### Los miembros clave
- Rugby Football League
- Fédération française de rugby à XIII
- Rugby League Ireland
- Lebanese Rugby League Committee
- Scotland Rugby League
- Serbian Rugby League
- South African Rugby League
- Wales Rugby League

### Miembros asociados
- Czech Rugby League Association
- Rugby League Deutschland
- Federazione Italiana Rugby League
- Jamaica Rugby League Association
- Norway Rugby League
- Russian Rugby League Federation
- Ukrainian Federation of Rugby League

### Observadores oficiales
- Canada Rugby League
- España Associació Catalana de Rugby Lliga
- Denmark Rugby League
- Latvian Rugby League
- Maltese Rugby League Association
- Nederlandse Rugby League Bond
- Sweden Rugby League

### No clasificado
- Belgium Rugby League
- Estonia Rugby League Federation
- Greek Rugby League
- Marruecos Rugby League
- Portuguese Rugby League Association
- Emirates Rugby League

- Datos: Q2174842